# Шкловський Ісаак Володимирович
Ісаак Володимирович (Вульфович) Шкловський (8 (20) квітня 1864, Єлисаветград, Херсонська губернія, Російська імперія — 28 лютого 1935, Лондон, Британська імперія) — єврейський публіцист, етнограф та белетрист, відомий під псевдонімом Діонео.

## Життєпис
Ісаак Володимирович Шкловський народився 1864 року в Єлисаветграді у багатодітній та бідній єврейській родині, дядько Віктора Борисовича Шкловського. Його батько Вульф Шкловський працював лісником під Уманню і повернувся до Єлизаветграда незадовго до народження сина. Його мати опублікувала книгу мемуарів на їдиші, що закінчується періодом початку Громадянської війни.
Навчався в гімназії в Єлизаветграді, потім у Харківському університеті. Писати почав із 16-річного віку, надсилаючи до газет на півдні України вірші, оповідання та критичні статті.
Брав участь у народницькому русі. З 1886 по 1892 роки був висланий до Середньоколимська Якутської області, де вивчав побут інородців та їх мови; друкував в «Одеських Новинах» та «Російських Відомостях» белетристико-етнографічні нариси, з яких перший «До полярного кола» вийшов окремо та англійською мовою.
З 1893 року працював у штаті «Російських Відомостей», де помістив ряд сибірських нарисів, зібраних у книзі «На крайньому північному сході Сибіру» (1895; французький переклад, 1896). Ще раніше «Нариси крайнього північного сходу» Шкловського були надруковані в «Записках Східно-Сибірського відділу Імператорського Російського географічного товариства» (1892).
За пропозицією редакції «Російських Відомостей» вирушив у 1896 році до Лондона, де публікував свої нариси англійського життя в «Російських Відомостях» (за підписом Sh.) та з 1897 року в «Російському Багатстві» (за підписом Діонео); статті з «Російського Багатства» видано окремо редакцією цього часопису в переробленому вигляді, під назвою «Нариси сучасної Англії» (1903). Описав умови життя робітників у Великій Британії.
Крім того, Шкловський написав оповідання (у «Російських Відомостях», збірках «На славному посту» та «Братська допомога») та друкував статті в англійських виданнях («Academy», «Daily Chronicle» тощо). Вважався найавторитетнішим фахівцем з Великої Британії в російській пресі свого часу. Перший перекладач Рабіндраната Тагора російською мовою (1913).
Негативно сприйняв Жовтневий переворот, вже в 1919 році опублікувавши критичну книгу «Росія під більшовиками» (англійською мовою). Взяв активну участь в організації та діяльності лондонського надпартійного «Комітету Визволення», до якого входили Аріадна Тиркова-Вільямс, Михайло Ростовцев, Костянтин Набоков, Михайло Брайкевич та інші. Пізніше приєднався до Республікансько-демократичного об'єднання і став лондонським кореспондентом «Останніх новин», співпрацюючи також у ризькому «Сьогодні», в «Сучасних Записках» та інших зарубіжних виданнях. Був лондонським представником празького Російського закордонного історичного архіву.
Дружина — редакторка та публіцистка Зінаїда Давидівна Шкловська (пом. 24 лютого 1945 року), була дружною і вела багаторічне листування із Глібом Струве.

## Книги
- Очерки Крайнего Северовостока (Якуты, ламуты: одежда, жилище). Записки ВСОИРГО по общей географии, том 2, выпуск 2 (часть 1). СПб, 1892. — С. 1—123.
- На крайнем северо-востоке Сибири. Издательство Л. Ф. Пантелеева: СПб, 1895.
- Инквизиция и евреи в Испании в XV веке: исторический очерк. Второе издание: Издательство книжного магазина Шермана: Одесса, 1896.
- Очерки современной Англии. Издательство редакции журнала «Русское богатство»: СПб, 1903.
- Английские силуэты. Издательство редакции журнала «Русское Богатство»: СПб, 1905.
- На темы о свободе: сборник статей. Издательство М. В. Пирожкова: СПб, 1908.
- Рефлексы действительности: Литературные характеристики. Типография А. И. Мамонтова: Москва, 1910.
- Меняющаяся Англия. В двух частях. Книгоиздательство писателей: Москва, 1914 и 1915.
- In Far North-East Siberia. McMillan: Лондон, 1916.
- Без работы. Родная речь, № 57, 1916.
- Russia under the Bolsheviks. Wilkinson Brothers: Лондон, 1919.
- Count Smorltork in Russia. Spottiswoode, Ballantyne and Co: Лондон, 1919.
- The Reconstruction of Russia: Russia as an Economic Organism (by N. Nordman), Russian Jews and the League of Nations (by S. Poliakoff-Litovtzeff), The Ukrainian Question (by I. V. Shklovsky); edited by P. Vinogradoff. London — New York: Oxford University Press, H. Milford, 1919. — 68 p.
- Англия. За пять лет: 1914—1919. Русское книгоиздательство в Париже Жак Поволоцкий и Co, 1920.
- Кровавые зори: десять этюдов. Русское книгоиздательство в Париже Жак Поволоцкий и Co, 1920.
- Mr. Squeers' Academy. Лондон, 1920.
- Пёстрая книга: двенадцать характеристик. Северные огни: Стокгольм, 1921.
- Ирландские очерки. Русское книгоиздательство в Париже Жак Поволоцкий и Co, 1921.
- Англия после войны. Прага: Пламя, 1924.